# Marina Alabau
Marina Alabau Neira (* 31. August 1985 in Sevilla) ist eine spanische Windsurferin.

## Erfolge
Marina Alabau nahm an drei Olympischen Spielen teil. 2008 verpasste sie in Peking als Vierte mit 54 Punkten noch knapp einen Medaillengewinne, ehe sie bei den Olympischen Spielen 2012 in London die Goldmedaille gewann. Mit 26 Punkten wurde sie Olympiasiegerin vor Tuuli Petäjä und Zofia Noceti-Klepacka. Die Spiele vier Jahre darauf in Rio de Janeiro beendete sie auf dem fünften Rang, mit 71 Punkten blieb sie nur zwei Punkte hinter den Medaillenrängen. Bei Weltmeisterschaften gewann Alabau insgesamt fünf Medaillen. Nach einer Silber- und einer Bronzemedaille in den Jahren 2006 und 2008 wurde sie 2009 in Weymouth Weltmeisterin. Sie sicherte sich darüber hinaus 2011 in Perth Bronze und 2014 in Santander Silber. Zwischen 2007 und 2013 wurde sie fünfmal Europameisterin.
Alabau ist mit dem französischen Windsurfer Alexandre Guyader verheiratet.